# ديار البلحصين (سيئون)
'

تعديل مصدري - تعديل

ديار البلحصين هي إحدى قرى عزلة سيئون بمديرية سيئون التابعة لمحافظة حضرموت، بلغ تعداد سكانها 50 نسمة حسب تعداد اليمن لعام 2004.